# Пайдея
Пайдея, Пайдейя (грец. παιδεία — виховання дітей) — процес підготовки громадян в античному полісі, формування зрілого чоловіка з нетямущої дитини.
Виховання в античній культурі займало центральне місце. Саме воно, на думку античних мислителів, відрізняло людину від тварини, елліна від варвара, вільного від рабів, філософа від черні. Виховання було пов'язане з політичною діяльністю, з формуванням суспільних рис, воно мало настільки універсальні функції, що випереджало сучасну ідею культури у виховному її розумінні.
Термін пайдея має дві інтерпретації.
1. Це безпосереднє виховання, навчання дітей. У ширшому значенні: освіченість, освіта, культура. У цьому терміні виражена не тільки ідея зв'язку освіти з вихованням, але й ідея глибокого контакту виховання та навчання, набуття стійких навичок. Усе це максимально досягається в мистецтві («техне»). Цей зв'язок стає найбільш відчутним тоді, коли йдеться про політичне мистецтво — навичку, необхідну кожному повноправному громадянинові поліса. Саме «ремісничий» бік грецької пайдеї свідчить про інтелектуалізм античної культури й рівень освіченості.
Людина, що опанувала певні навички, вважається «знавцем». Знання стає критерієм оцінювання поведінки (Ахілл, «як лев, про лють лише мислить», а страшний циклоп Поліфем «ніякого не відав закону»).
2. Термін відкриває перед сучасною людиною естетичні основи античності, де освіта й культура завжди предметні, безпосередньо речовинні, «тілесні» (А. Ф. Лосєв).
Греки створили унікальну систему освіти, у якій формувався не професіонал у певній сфері, а людина як особистість з визначеними ціннісними орієнтаціями. Безсумнівно, у цій спрямованості на людину й полягає гуманістичне значення античного розуміння культури, основа якого — людина як ідеал, ланка культурного процесу.
Величезне значення для античної культури мало те, що знання в Греції, на відміну від Єгипту, не було сакральним (яке передається тільки посвяченим). Звідси — доступність освіти для всіх вільних громадян поліса.
Основні цінності грецької пайдеї в цілому виходять за межі власне педагогічної сфери й формуються як норми та зразки в контексті культури. Вихідним є аристократичний тип культури, що базується на глибоких генеалогічних традиціях (часто герої Гомера ведуть свій рід від богів). Але зі знатністю походження пов'язується зазвичай краса, фізична досконалість і навіть фізична перевага над іншими, аристократичні чесноти: уміння захистити в бою свою честь, вирізнятися з-поміж інших і досягти слави («слави до небес»). Чесноти успадковуються, але для цього вони повинні бути захищені в бою — єдиній школі життя, доступній гомерівським аристократам.
У полісі військові чесноти доповнюються цивільними, однак шлях до них пролягає через багаторічну освіту в школі. Мета такої освітньої роботи була одна — усвідомлення учнем себе повноправним членом суспільства. Школа передбачала навчання читати й писати, знайомила з грецькою літературою. Викладалася також музика, адже багато віршів декламувалося під музику.
В античній Греції пайдевтична освіта починалася з дванадцяти років. Із цього віку хлопчики відвідували палестру, де займалися гімнастикою. У гімназіях музичне й гімнастичне мистецтва поєднувалися, часто проводилися змагання молоді, причому в присутності глядачів — вільних громадян, а під час обговорення державних справ слухачами й глядачами, у свою чергу, ставала молодь.
Власне, метою освіти була підготовка свідомих особистостей громадян. Проблема грецької освіти полягала в тому, що підготовка громадян не передбачала професійну освіту: в разі необхідності всі чоловіки міста ставали і воїнами, і політиками.
Отже, мета античного виховання й культури — розвинути в людині здатність до розумних суджень і естетичне відчуття міри та справедливості в справах цивільних і приватних.
Пайдея визначається як основний зміст античної культури. Однак цей освітній процес не зводився до опанування сумою норм і вимог, він був підготовкою до громадського життя відповідно до досить широкого набору норм і вимог, які розцінювалися греками як їх «мудрі винаходи» — номоі (закони).
У цьому й полягав певний сенс культури: розвинути в людині здатність до інтелектуальної діяльності й естетичне начало — почуття прекрасного. Це дозволяло потім знайти відчуття міри й справедливості в цивільних і приватних справах. При цьому антична людина не втрачала своєї єдності з природою. Природа була головною невід'ємною частиною космосу, до якого належали також боги і люди. Почуття причетності до природи часто переростало в «милування космосом», а пряме зіткнення з нею — у світоглядні засади.
Незалежна, самодостатня антична людина пишалася своєю силою, розумом і здатністю жити «природно» і «по встановленому». Споглядаючи природний порядок, вона розбудовувала суб'єктивний логос у єдності з об'єктивним, тренувала свій розум. У суді, на народних зборах стародавній грек почував себе онтологічно в безпеці, оскільки поліс гарантував йому свободу, соціальну захищеність і реалізацію його честолюбних прагнень. Гарантом стабільності й порядку були навіть не закони, а сам природний порядок, що вкоренився у свідомості, про раціональний, вічний, життєвий, а отже, про «божественний» порядок речей. Єдність людини з природою зводилась у складнодосяжну, але не трансцендентну субстанцію, а «природне» життя перетворювалося на етичний ідеал освіти й культури.